# Sommesous
Sommesous är en kommun i departementet Marne i regionen Grand Est (tidigare regionen Champagne-Ardenne) i nordöstra Frankrike. Kommunen ligger i kantonen Sompuis som tillhör arrondissementet Vitry-le-François. År 2022 hade Sommesous 474 invånare.

## Befolkningsutveckling
Antalet invånare i kommunen Sommesous
| Referens: INSEE |